# Hypostomus vaillanti
Hypostomus vaillanti är en fiskart som först beskrevs av Steindachner, 1877.  Hypostomus vaillanti ingår i släktet Hypostomus och familjen Loricariidae. Inga underarter finns listade i Catalogue of Life.